# Andorra az 1980. évi téli olimpiai játékokon
Andorra az egyesült államokbeli Lake Placidben megrendezett 1980. évi téli olimpiai játékok egyik részt vevő nemzete volt. Az országot az olimpián 1 sportágban 3 sportoló képviselte, akik érmet nem szereztek.

## Alpesisí
Férfi
| Versenyző         | Versenyszám      | 1. futam      | 1. futam      | 2. futam      | 2. futam      | Összesítés    | Összesítés    |
| Versenyző         | Versenyszám      | Idő           | Hely.         | Idő           | Hely.         | Idő           | Helyezés      |
| ----------------- | ---------------- | ------------- | ------------- | ------------- | ------------- | ------------- | ------------- |
| Carlos Font       | Lesiklás         |               |               |               |               | 1:57,81       | 35.           |
| Carlos Font       | Műlesiklás       | 1:02,40       | 32.           | 1:01,30       | 32.           | 2:03,70       | 30.           |
| Carlos Font       | Óriás-műlesiklás | 1:29,47       | 48.           | 1:29,79       | 40.           | 2:59,26       | 42.           |
| Miguel Font       | Lesiklás         |               |               |               |               | 2:02,01       | 39.           |
| Miguel Font       | Műlesiklás       | nem ért célba | nem ért célba | kiesett       | kiesett       | kiesett       | kiesett       |
| Miguel Font       | Óriás-műlesiklás | 1:30,93       | 50.           | nem ért célba | nem ért célba | kiesett       | kiesett       |
| Patrick Toussaint | Lesiklás         |               |               |               |               | nem ért célba | nem ért célba |
| Patrick Toussaint | Műlesiklás       | nem ért célba | nem ért célba | kiesett       | kiesett       | kiesett       | kiesett       |
| Patrick Toussaint | Óriás-műlesiklás | 1:31,23       | 52.           | 1:33,15       | 46.           | 3:04,38       | 45.           |